# Bøgh
Bøgh er en dansk præsteslægt, der kan føres tilbage til tømrer og borger i Viborg Christen Jensen, som i sit ægteskab med Susan Bøgh, enke efter rådmand i Viborg Niels Nielsen Bøgh, fik sønnen Niels Christensen Bøgh (1621-1702), opkaldt efter hustruens afdøde mand. 
Niels Christensen Bøgh blev provst og sognepræst til Fjellerup og Glesborg og hans søn Christopher Nielsen Bøgh (1663-1736) var provst og sognepræst til Trige og Ølsted. Denne var gift med Kirstine Nichelsdatter Seidelin (1691-1733), datter af provst i Skanderborg Nichel Seidelin (1666-1737) og Cathrine Hansdatter Luxdorph (1662-1757). 
Medlemmer af slægten er bl.a.:
- Provst Nicol Seidelin Bøgh (1717-1778)
- Amtsprovst Frederik Bøgh (1762-1831)
- Kunstgartner Georg Julius Bøgh (1821-1904)
- Forfatter Erik Bøgh (1822-1899)
- Maler Carl Bøgh (1827-1893)
- Forfatter Frederik Bøgh (1836-1882)
- Forfatter Nicolai Bøgh (1843-1905)
- Godsinspektør Otto Bøgh (1846-1910)
- Museumsdirektør Johan Bøgh (1848-1933)
- Ingeniør Valdemar Bøgh (1864-1910)
- Maler og tapetvæver Elisabeth Bøgh (1865-1948)
- Rektor Frederik Bøgh (1880-1967)
- Klosterpræst Svend Bøgh (1886-1979)
- Missionær Eli Bøgh (1893-1981)
- Domprovst Jørgen Bøgh (1917-1997)
- Middelalderhistorikeren Anders Bøgh (født 1945)
- Mellemdistanceløber Lars Bøgh (født 1964)
- Cand.scient.pol. Nikolaj Bøgh (født 1969)

## Andre Bøgh'er
Ikke alle med efternavnet Bøgh hører til slægten. Andre kendte med dette efternavn er:
- Maler Ole Bøgh (1811-1838)
- Fotograf J.E. Bøgh (1815-1893)
- Maler Jens Christian Bøgh (1816-1878)
- Maler E.V. Bøgh (1877-1938)
- Arkitekt Vilhelm Bøgh (1913-1981)